# Benjamin Ferrou

a Compétitions nationales et continentales officielles uniquement.

b Matchs officiels uniquement.
Dernière mise à jour le 12 janvier 2023.
Benjamin Ferrou, né le 14 septembre 1978, est un joueur de rugby à XV et à sept français qui a évolué de 2002 à 2013 au poste de demi de mêlée au sein de l'effectif du Stade rochelais (1,77 m pour 83 kg).

## Carrière
- Jusqu'en 2000 : Stade montchaninois Bourgogne
- 2000-2002 : CS Bourgoin-Jallieu
- 2002-2013 : Stade rochelais[1].

## Palmarès

### En club
- Finaliste des phases finales de Pro D2 : 2007
- Demi-finaliste des phases finales de Pro D2 : 2008
- Demi-finaliste des phases finales de Pro D2 : //2009
- Finaliste victorieux des phases finales de Pro D2 : 2010
- Demi-finaliste des phases finales de Pro D2 : 2012
- Demi-finaliste des phases finales de Pro D2 : 2013

### En équipe nationale
- Équipe de France de rugby à sept
- Saison 2000/2001 : 2001/2002 Tournoi Hong-Kong, Brisbane, Wellington, Pekin ...

### Distinction personnelle
- Nuit du rugby 2004 : Nomination Meilleur joueur de la Pro D2
- nuit du rugby 2008 : Nomination Meilleur joueur de la Pro D2
- Oscars du Midi olympique 2009 : février 2009 Stade rochelais
- Nuit du rugby 2009 : Nomination Meilleur joueur de la Pro D2
- Nuit du rugby 2010 : Meilleur joueur de la Pro D2 pour la saison 2009-2010
- France classic tournoi international des Bermudes